# 287
سنة 287 م (بالأرقام الرومانية: CCLXXXVII) كانت سنة بسيطة تبدأ يوم السبت (الرابط يظهر نموذج الجدول الزمني الكامل للسنة) من التقويم اليولياني. بدأت تسمية السنة ب287 منذ العصور الوسطى المبكرة، عندما أصبح تقويم أنو دوميني هو الأسلوب السائد في أوروبا لتسمية السنوات.

## أحداث
- استلام الحارث بن ثعلبة حكم الغساسنة بعد ثعلبة بن عمرو

## وفيات
- 20 يناير - سيباستيان، شهيد وقديس مسيحي
- القديس موريس، جندي مسيحي